# الأيديولوجيات السياسية في الولايات المتحدة

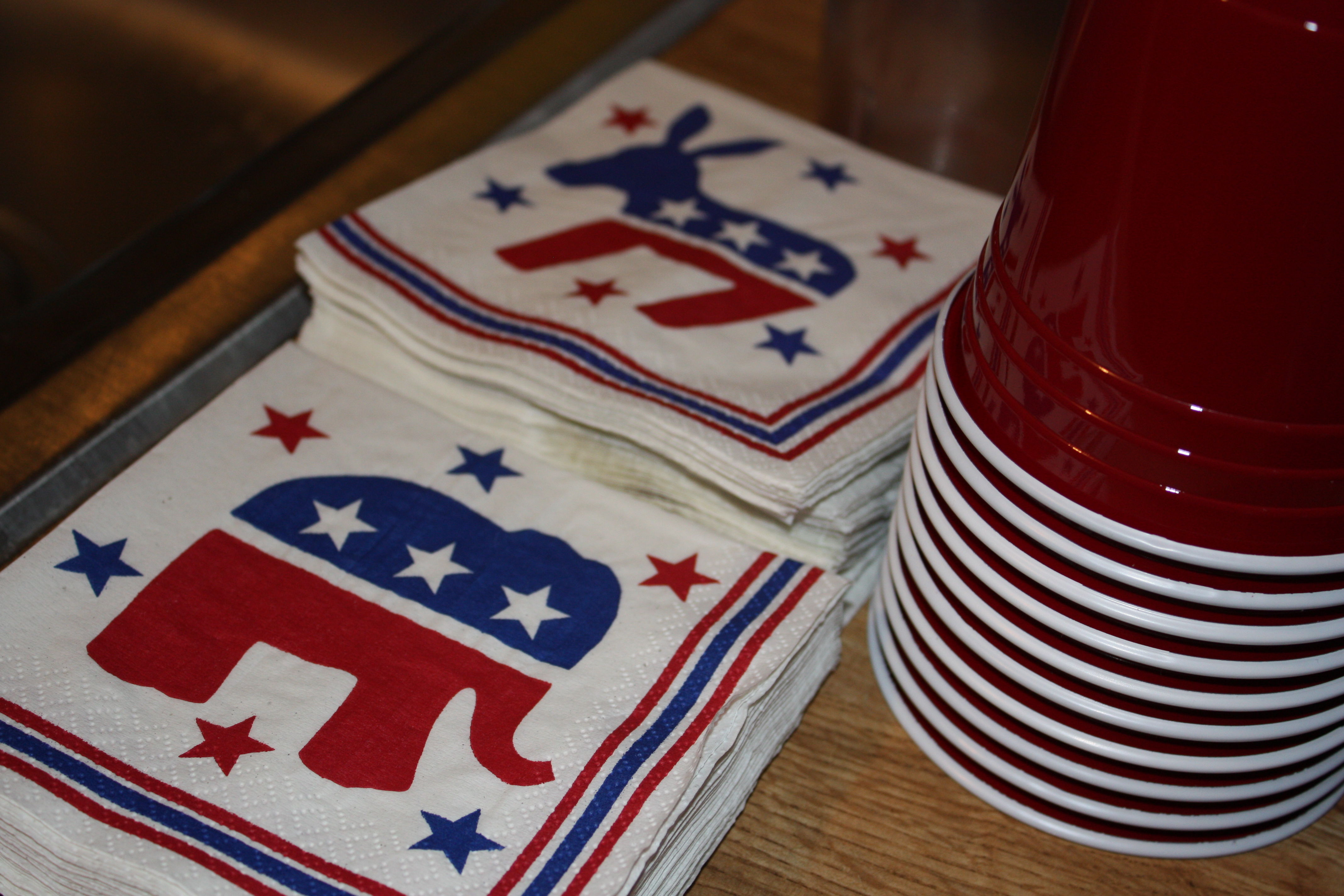
رمزا الحزبين الرئيسيين في الولايات المتحدة: الفيل (الحزب الجمهوري)، والحمار (الحزب الديمقراطي)

في العادة تنضوي الأيديولوجيات السياسية الأمريكية ضمن الطيف السياسي اليساري اليميني، ويصنّف معظم الأمريكيين أنفسهم على أنهم محافظين، أو ليبراليين، أو معتدلين. يضمّ تيار السياسة المحافظة الأمريكي المعاصر المحافظة الاجتماعية، والليبرالية الكلاسيكية، والليبرالية الاقتصادية. تطورت أيديولوجية المحافظة الاجتماعية كرد فعل على الشيوعية وحركة الحقوق المدنية؛ في حين نمت أيديولوجيتا الليبرالية الكلاسيكية والليبرالية الاقتصادية كردة فعل على برامج الصفقة الجديدة الاقتصادية. تشمل الليبرالية الأمريكية المعاصرة كلًا مِن التقدمية، ورأسمالية الرفاهية، والليبرالية الاجتماعية، التي نشأت جميعها أثناء الحقبة التقدمية والكساد الكبير. بالإضافة إلى المحافظة والليبرالية المعاصرة، توجد في الولايات المتحدة حركة ليبرتارية بارزة؛ وصُبغت الحركات السياسية التاريخية في الولايات المتحدة بصبغة أيديولوجيات متعددة، كالجمهوريانية، والشعبوية، والانفصالية، والاشتراكية، والملكيانية، والقومية.
وعلى الأغلب، فإن المعتقدات السياسية للأمريكيين، تتنوّع بتنوّع مشاربهم الديموغرافية. إذ من المرجح أن يكون الرجال، والأمريكيون البيض، وكبار السن، والمسيحيون، والأشخاص الذين لا يحملون شهادات جامعية محافظين؛ في حين تميل النساء، والأمريكيين الأفارقة، والشباب، وغير المسيحيين، والأفراد الحاصلين على شهادات جامعية يميلون أكثر لليبرتارية. وتختلف المحافظة والليبرالية في الولايات المتحدة عن المحافظة والليبرالية في أماكن أخرى من العالم؛ وتنحكم الأيديولوجية في الولايات المتحدة إلى الفردانية لا الجماعية.

## تاريخ

### بدايات الجمهوريانية
نموّ الأيديولوجية السياسية في الولايات المتحدة الأول إلى حقبة الثورة الأمريكية باعتبارها صراعًا بين الملكيانية والجمهوريانية. نشأت الأفكار الجمهوريانية بشكل تدريجي في القرن الثامن عشر، وتحدّت النظام الملكي مباشرة من خلال إعلان الاستقلال في العام 1776. دعا أنصار الملكية، الذين عُرفوا باسم الموالين، إلى احتفاظ المستعمرات الثلاث عشرة بوضعها الاستعماري في ظل النظام الملكي لبريطانيا العظمى؛ إنما نادى الجمهوريون، الذين عُرفوا باسم الوطنيين، نادوا بالاستقلال عن بريطانيا العظمى وتأسيس حكومة ليبرالية تستند إلى سيادة الشعب دونما ملك أو أرستقراطية متوارثة. بدلًا من ذلك، دعا الجمهوريانيون إلى فكرة النخبة القائمة على الإنجازات، وأنه يتوجب على تلك النخبة الاضطلاع بالقيادة. أفضى انتصار الثورة الأمريكية إلى تبنّي الجمهوريانية باعتبارها الأيديولوجية المؤسسة للولايات المتحدة.
في ذلك الوقت، شدّد أنصار الجمهوريانية على أهمية قيم التنوير (مثل الفضائل المدنية ومبدأ الإيثار) بالنسبة لأيديولوجية الجمهوريانية؛ وتضمنت رؤيتهم للمجتمع وجود مجموعة خاصة من النخب التي تمثل الشعب وتعمل في الحكومة. جاءَ التصديق على دستور الولايات المتحدة في العام 1789 بغرض تأسيس الجمهورية باعتبارها نظام الحكم في الولايات المتحدة، وتبنّي تدابير مثل فصل السلطات والفيدرالية. تُعتبر الجمهوريانية الأمريكية المبكرة أول أيديولوجية ليبرالية كبرى في الولايات المتحدة، وشكّلت الأساس لكل من المحافظة والليبرالية المعاصرتين.
مع تطور الحكومة الفيدرالية في تسعينيات القرن الثامن عشر، لقيت المُثل الجمهورية الكلاسيكية للفضائل المدنية والأرستقراطية معارضةَ أفكارٍ أكثر ليبراليةً عن الديمقراطية والمنفعة الذاتية. أسس ألكسندر هاميلتون الحزب الفيدرالي بهدف دعم المرشحين السياسيين الذين تبنوّا الجمهوريانية الكلاسيكية، ومنْحَ سلطاتٍ أوسع للحكومة الفيدرالية، والمدرسة الأمريكية في الاقتصاد. في حين أسس توماس جيفرسون الحزب الديمقراطي الجمهوري لدعم المرشحين السياسيين الذين ناصروا فلسفة الإصلاح الزراعي والمُثل المعادية للفيدرالية أو ما يُعرف باسم ديمقراطية جيفرسون. تركّز معظم الدعم للفيدراليين معظم في نيو إنجلاند، في حين دعمت الولايات الأخرى الجمهوريين الديمقراطيين. انحسر تأثير الفدراليين خلال القرن التاسع عشر، وأصبحت ديمقراطية جيفرسون هي الأيديولوجية الكبرى الوحيدة خلال حقبة المشاعر الحسنة.
في عشرينيات القرن التاسع عشر، انقسم الحزب الجمهوري الديمقراطي نتيجةً للخصومة السياسية بين جون كوينسي آدامز وأندرو جاكسون. أسس جاكسون أيديولوجيته الخاصة بالديمقراطية الجاكسونية، وتأسس الحزب الديمقراطي لدعم جاكسون. وبصورة كبيرة أشبه بجيفرسون، دعم جاكسون الديمقراطية الشعبية، وسيادة الشعب على النخب، والحد الأدنى من التدخل الحكومي في الاقتصاد. بالرغم من ذلك، لم يكن الحزب الديمقراطي الوريث المباشر للحزب الديمقراطي الجمهوري، واختلف عنه في كثير من المجالات. وعلى عكس جيفرسون، دافع متبنّو ديمقراطية جاكسون عن نظام المحسوبية السياسي ووجود سلطة تنفيذية أقوى. أُنشئ الحزب الجمهوري الوطني لمعارضة جاكسون، وللدعوة إلى التدخل الحكومي في الاقتصاد ومعارضة الفردانية المطلقة. كما حقّق حزب مناهضة الماسونية شهرةً في هذا الوقت، واندمج الحزب الجمهوري الوطني مع حزب مناهضة الماسونية في العام 1833 لتشكيل الحزب اليميني. أصبح الحزب اليميني والحزب الديمقراطي الحزبان الرئيسيان. أيّد اليمينيون النظام الأمريكي، الذي يتبنّى سياسة الحمائية الاقتصادية من خلال الرسوم الجمركية، والبنك الوطني، والأشغال العامة الداخلية.

### العبودية والحرب الأهلية
وُجدت العبودية في أمريكا الشمالية منذ الحقبة الاستعمارية، لكنها لم تصبح قضية سياسية رئيسية في الولايات المتحدة حتى ثلاثينيات القرن التاسع عشر. ولم تكن الأيديولوجية السياسية الوطنية ذات تأثيرٍ في تلك الفترة، إذ كانت سياسة الولاءات الإقليمية لدى الولايات الشمالية والجنوبية هي الدافع المحرّك للنشاط السياسي. بحلول العام 1805، أبطلت جميع الولايات الشمالية العبودية، لكنها بقيت في نطاق الممارسة بشكل واسع في الولايات الجنوبية حتى الحرب الأهلية (1861 – 1865). وُجدت سياسة إلغاء العبودية في الولايات المتحدة منذ تأسيس البلاد، بيد أن تلك الفترة من الولاءات الإقليمية هي ما دفعها للواجهة، وبحلول أربعينيات القرن التاسع عشر، أصبحت العبودية هي القضية السياسية الأكبر للأمة. تشكل الحزب الجمهوري بعد انهيار الحزب اليميني في خمسينيات القرن التاسع عشر ليعكس الأيديولوجيات السياسية للولايات الشمالية؛ وسرعان ما حلّ محلّ الحزب اليميني بوصفه حزبًا سياسيًا رئيسيًا، ودعم الحراك الاجتماعي، والمساواتية، وفرض القيود على العبودية. وكان الفصيلان السياسيان الرئيسيان للحزب الجمهوري هم الجمهوريون الراديكاليون أولًا، الذين أيدوا الإلغاء التام للعبودية وتطبيق إجراءات صارمة ضد الولايات الانفصالية، والمعتدلون ثانيًا، الذين دعموا تقديم التنازلات للولايات الجنوبية.
ظهرت الميول الانفصالية في ساوث كارولينا خلال أزمة الإبطال في العام 1832. عارض الانفصاليون الرسوم الجمركية الحمائية للأعوام 1828 و1832، وهددوا بالانفصال في حال حاولت الحكومة الفيدرالية فرضها. وأمكن تفادي وقوع الانفصال ونشوب الصراع العسكري من خلال الرسوم الجمركية التوافقية للعام 1833. ارتفعت شعبية الحركة الانفصالية في ساوث كارولينا أكثر في خمسينيات القرن التاسع عشر، مع تنامي الخلافات بشأن قضية العبودية. في العام 1861، وتحسبًا من فرض الحكومة الفيدرالية قيودًا على العبودية أو إلغائها تمامًا، أصبحت ساوث كارولينا أول ولاية من 11 ولاية تنفصل عن الولايات المتحدة لتشكل الولايات الكونفدرالية الأمريكية، مما أدى إلى نشوب الحرب الأهلية. انقسم الديمقراطيون في الولايات الشمالية إلى ديمقراطيي الحرب الذين دعموا العمل العسكري لمنع الانفصال وديمقراطيي السلام (كوبرهيدز) الذين عارضوا العمل العسكري.
خلال عصر إعادة الإعمار بين 1865 و1877، ركزت السياسة على معالجة قضايا الحرب الأهلية. ألغى التعديل الثالث عشر لدستور الولايات المتحدة الأمريكية العبودية في الولايات المتحدة، وفقدت الأيديولوجيات القائمة على قضية العبودية مبرر وجودها. دعم الجمهوريون الراديكاليون الإصلاحات الليبرالية أثناء عصر إعادة الإعمار لتعزيز حقوق الأمريكيين الأفارقة، بما في ذلك حق التصويت والتعليم للمعتوقين.